# Scyllias
Scylias, ook Scyllus genoemd, was een beroemde duiker in de tijd van het oude Griekenland, uit de vijfde eeuw voor Christus. Hij kwam van het schiereiland Kassandra op de Chalcidice in het noorden van de Egeïsche Zee. Er staat tegenwoordig in Néa Skióni, op Kassandra, een standbeeld voor Scylias.

## Geschiedenis
Herodotus, een Griekse schrijver die van 484 tot 425 voor Christus leefde en een belangrijke historicus was, heeft beschreven hoe Scyllias, die gevangengenomen was door Xerxes I, de Perzische koning, schatten uit gezonken Perzische schepen moest bergen. Zo vertelde Herodotos: Tijdens een zeeoorlog werd de Griek Scyllias op een schip gevangengezet door de Perzische koning Xerxes I. Toen Scyllias vernam dat Xerxes een Griekse vloot ging aanvallen, kon hij een mes buitmaken en overboord springen. De Perzen konden hem niet vinden in het water en dachten dat hij was verdronken. 's Nachts kwam Scyllias boven water en sneed alle ankertrossen van de Perzische schepen door. Hij gebruikte een rietstengel als snorkel om onopgemerkt te blijven. Daarna zwom hij nog 15 km om zich terug bij de Grieken te voegen, maar het is niet zeker dat Herodotus dat laatste geloofde.

## Nederlandse duikverenigingen
- Scyllias is een populaire naam voor duikverenigingen, zoals Scyllus uit Eindhoven en Scylias uit Uden.